# بایرسدورف (زاکسن)
بایرسدورف (به آلمانی: Beiersdorf) یک شهر در آلمان است که در گورلیتس واقع شده‌است. بایرسدورف ۱٬۲۸۷ نفر جمعیت دارد.